# Atractodes fatuus
Atractodes fatuus är en stekelart som beskrevs av Henry Keith Townes, Jr. 1944. Atractodes fatuus ingår i släktet Atractodes och familjen brokparasitsteklar. Inga underarter finns listade.